# Kaori Momoi
Kaori Momoi (桃井 かおり, Momoi, Kaori), née le 8 avril 1952, est une actrice et chanteuse japonaise.

## Biographie
Kaori Momoi est née à Setagaya, un arrondissement de Tokyo le 8 avril 1952.

## Filmographie sélective

### Réalisatrice
- 1991 : Go Aisatsu #3 'Now it's the Best Moment in our Life!! (ご挨拶 第3話「NOW IT'S THE BEST MOMENT IN OUR LIFE!!」?)
- 2006 : Ichijiku no kao (無花果の顔?)
- 2016 : Hee (火 Hee?)

### Actrice

#### Au cinéma
- 1971 : Pourquoi ? (愛ふただび, Ai futatabi?) de Kon Ichikawa : Momoyo, la sœur de Miya
- 1973 : Le Doux Parfum d'Eros (エロスは甘き香り, Erosu wa amaki kaori?) de Toshiya Fujita : Etsuko
- 1974 : Bitterness of Youth (青春の蹉跌, Seishun no satetsu?) de Tatsumi Kumashiro : Tomiko Ohashi
- 1974 : L'Assassinat de Ryōma (竜馬暗殺, Ryōma ansatsu?) de Kazuo Kuroki : Tae
- 1975 : Kushi no hi (櫛の火?) de Tatsumi Kumashiro : Yasuko
- 1975 : Africa no hikari (アフリカの光?) de Tatsumi Kumashiro : Fujiko
- 1976 : Le Meurtrier de la jeunesse (青春の殺人者, Seishun no satsujinsha?) de Kazuhiko Hasegawa : Ikuko Ishikawa
- 1977 : Les Mouchoirs jaunes du bonheur (幸福の黄色いハンカチ, Shiawase no kiiroi hankachi?) de Yōji Yamada : Akemi Ogawa
- 1979 : C'est dur d'être un homme : Tora-san ange gardien (男はつらいよ 翔んでる寅次郎, Otoko wa tsurai yo: Tonderu Torajirō?) de Yōji Yamada : Hitomi Irie
- 1979 : Au revoir la vie facile (もう頬づえはつかない, Mō hōzue wa tsukanai?) de Yōichi Higashi : Mariko
- 1979 : Kamisamaga kureta akanbō (神様のくれた赤ん坊?) de Yōichi Maeda
- 1980 : Kagemusha, l'Ombre du guerrier (影武者, Kagemusha?) d'Akira Kurosawa : Otsuyanokata, une des concubines de Shingen
- 1980 : Yūgure made (夕暮まで?) de Kazuo Kuroki : Sugiko Emori
- 1981 : Eijanaika (ええじゃないか?) de Shōhei Imamura : Ine
- 1982 : Seishun no mon: Jiritsu hen (青春の門 自立篇?) de Koreyoshi Kurahara : Kaoru
- 1982 : Giwaku (疑惑?) de Yoshitarō Nomura : Kumako Shirakawa
- 1983 : Shinguru garu (シングルガール?) de Tōru Murakawa : Mina
- 1984 : Main Theme (メイン・テーマ, Mein tēma?) de Yoshimitsu Morita : Kayoko Ise
- 1985 : Ikite mitai mō ichido: Shinjuku basu hōka jiken (生きてみたいもう一度・新宿バス放火事件?) de Hideo Onchi : Mitsuko Ishii
- 1986 : Komikku zasshi nanka iranai! (コミック雑誌なんかいらない！?) de Yōjirō Takita
- 1986 : Kinema no tenchi (キネマの天地?) de Yōji Yamada : l'impératrice Akiko
- 1986 : O-nyanko za mūbi Kiki ippatu! (おニャン子ザ・ムービー 危機イッパツ!?) de Masato Harada : Hotaru Hoashi
- 1988 : La Famille Yen (木村家の人々, Kimurake no hitobito?) de Yōjirō Takita : Noriko Kimura
- 1988 : Kamu onna (噛む女?) de Tatsumi Kumashiro : Chikako Koga
- 1988 : Demain - Asu (ＴＯＭＯＲＲＯＷ 明日, Tomorrow/Ashita?) de Kazuo Kuroki : Tsuruko, la sœur de Yae
- 1990 : Prêt à tirer (われに撃つ用意あり, Ware ni utsu yoi ari?) de Kōji Wakamatsu : Ritsuko
- 1991 : Go Aisatsu #3 'Now it's the Best Moment in our Life!! (ご挨拶 第3話「NOW IT'S THE BEST MOMENT IN OUR LIFE!!」?) : Keiko Murai
- 1994 : Bō no kanashimi (棒の哀しみ?) de Tatsumi Kumashiro : une cliente
- 1995 : The Girl of Silence (ファザーファッカー, Faza Fakka?) de Genjirō Arato : Akemi Tanaka
- 1996 : Tokiwa-so no seishun (トキワ荘の青春?) de Jun Ichikawa : la mère de Fujimoto
- 1996 : Swallowtail and Butterfly (スワロウテイル, Suwarōteiru?) de Shunji Iwai : Suzukino
- 1997 : Bounce ko gals (バウンス ko GALS, Baunsu ko gaurusu?) de Masato Harada : Saki
- 1997 : Tōkyō sérénade (東京夜曲, Tōkyō yakyoku?) de Jun Ichikawa : Tami Ōsawa
- 1997 : Dorīmu sutajiamu (ドリーム・スタジアム?) de Kazuki Ōmori : Tomoe Nishiyama
- 1997 : Welcome Back, Mr. McDonald (ラヂオの時間, Rajio no jikan?) de Kōki Mitani : Takako Nakaura
- 1998 : Le Chauffeur de taxi et l'écrivain (たどんとちくわ, Tadon to chikuwa?) de Jun Ichikawa : la femme en « teddy bear »
- 2000 : Kurosufaia (クロスファイア?) de Shūsuke Kaneko : Chikako Ishizu
- 2001 : Histoire d'hommes à Pékin (藍宇, Lán Yǔ) de Stanley Kwan : Marianne
- 2003 : Ashura no gotoku (阿修羅のごとく?) de Yoshimitsu Morita : Toyoko Masukawa
- 2004 : Izo (イゾウ?) de Takashi Miike : Saya
- 2004 : Revival Blues de Claude Gagnon
- 2005 : Mémoires d'une geisha (Memoirs of a Geisha) de Rob Marshall : O-Kami
- 2005 : Le Soleil (Solntse) d'Alexandre Sokourov : l'Impératrice Kojun
- 2005 : The Many Faces of Chika (またの日の知華, Mata no hi no Chika?) de Kazuo Hara : Chika
- 2006 : Amour et Honneur (武士の一分, Bushi no ichibun?) de Yōji Yamada : Ine Hatano
- 2006 : Ichijiku no kao (無花果の顔?) : Kadowaki
- 2007 : Sukiyaki Western Django (スキヤキ・ウエスタン ジャンゴ, Sukiyaki Uesutan Jango?) de Takashi Miike : Ruriko
- 2008 : Rêve éveillé (夢のまにまに, Yume no mani mani?) de Takeo Kimura : la mère de Daisuke
- 2012 : Crimes de guerre (Emperor) de Peter Webber : Mitsuko Kajima
- 2016 : Fukushima mon amour (Grüße aus Fukushima) de Doris Dörrie : Satomi
- 2016 : Hee (火 Hee?) : Azusa
- 2017 : Ghost in the Shell de Rupert Sanders : Hairi Kusanagi

## Distinctions

### Récompenses
- 1980 : Japan Academy Prize de la meilleure actrice pour Au revoir la vie facile et Kamisamaga kureta akanbō)[1]
- 1980 : prix Blue Ribbon de la meilleure actrice pour Au revoir la vie facile, C'est dur d'être un homme : Tora-san ange gardien et Kamisamaga kureta akanbō[2]
- 1980 : prix Kinema Junpō de la meilleure actrice pour Au revoir la vie facile[3]
- 1980 : prix Mainichi de la meilleure actrice pour Au revoir la vie facile[4]
- 2008 : médaille au ruban pourpre
- 2016 : prix Kinuyo Tanaka[5]